# Abbott Handerson Thayer
Abbott Handerson Thayer (Boston, 12 agosto 1849 – Dublin, 29 maggio 1921) è stato un pittore impressionista statunitense.
Dipinse ritratti, figure, paesaggi e in particolare, animali, dei quali studiò e descrisse i metodi di mimetismo in un libro scritto assieme a suo figlio.

Fu assai noto in vita, e le sue opere sono presenti nelle più importanti collezioni americane. Si distinse anche per le sue figure alate di angeli.
Fu un pittore accademico di espressione molto personale e con ampie aperture verso l'impressionismo.

## Biografia
Thayer nacque a Boston da William Henry Thayer e Ellen Anderson.
 
Allievo di Jean-Léon Gérôme alla "Scuola di belle arti" di Parigi, divenne membro della Società degli Artisti Americani nel 1879, poi, nel 1901, della National Academy of Design e infine della Reale Accademia di San Luca a Roma.

Nel 1897 chiese ai dieci dissidenti della Società degli artisti americani, i Ten American Painters, di far parte del loro gruppo, ma fu rifiutato assieme a Winslow Homer.
È noto per alcuni dei suoi capolavori ("Virgin Enthroned", "Caritas", "In memoriam"), per i suoi ritratti (fra i quali quello di "Robert Louis Stevenson", e "Ritratto di una Giovane"), nonché per i suoi notevoli paesaggi e le immagini di animali. Fu infatti anche un naturalista dilettante che applicò le sue capacità pittoriche alla rappresentazione di animali, soprattutto selvatici.

## Galleria d'immagini

### Paesaggi

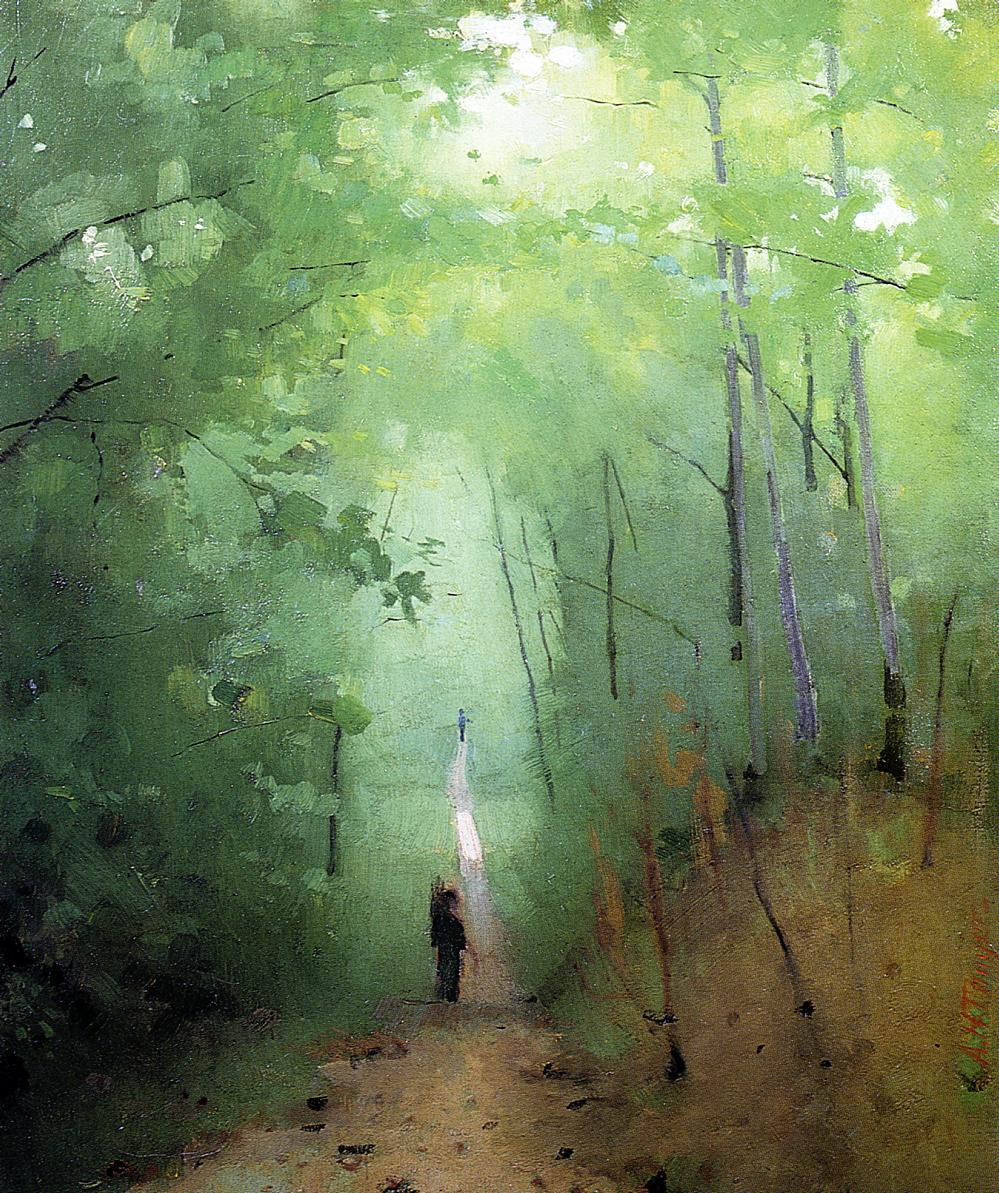
La foresta di Fontainebleau
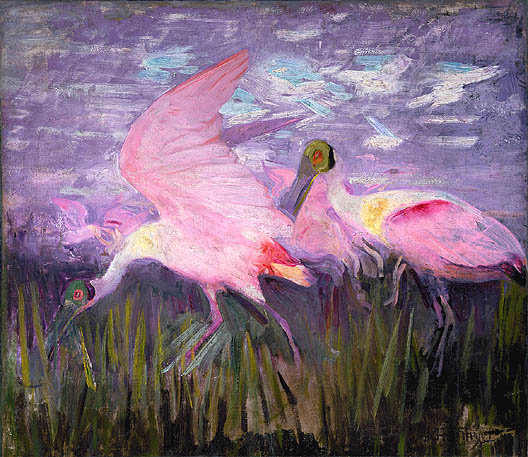
Spatole rosate
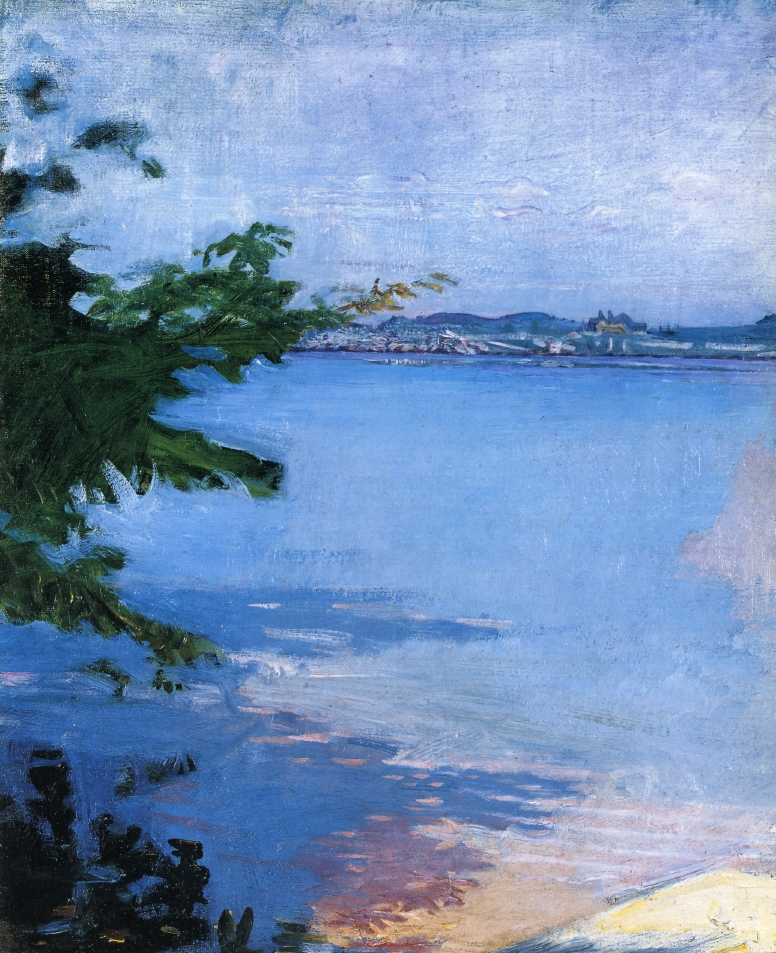
Il lago di Dublin, nel New Hampshire
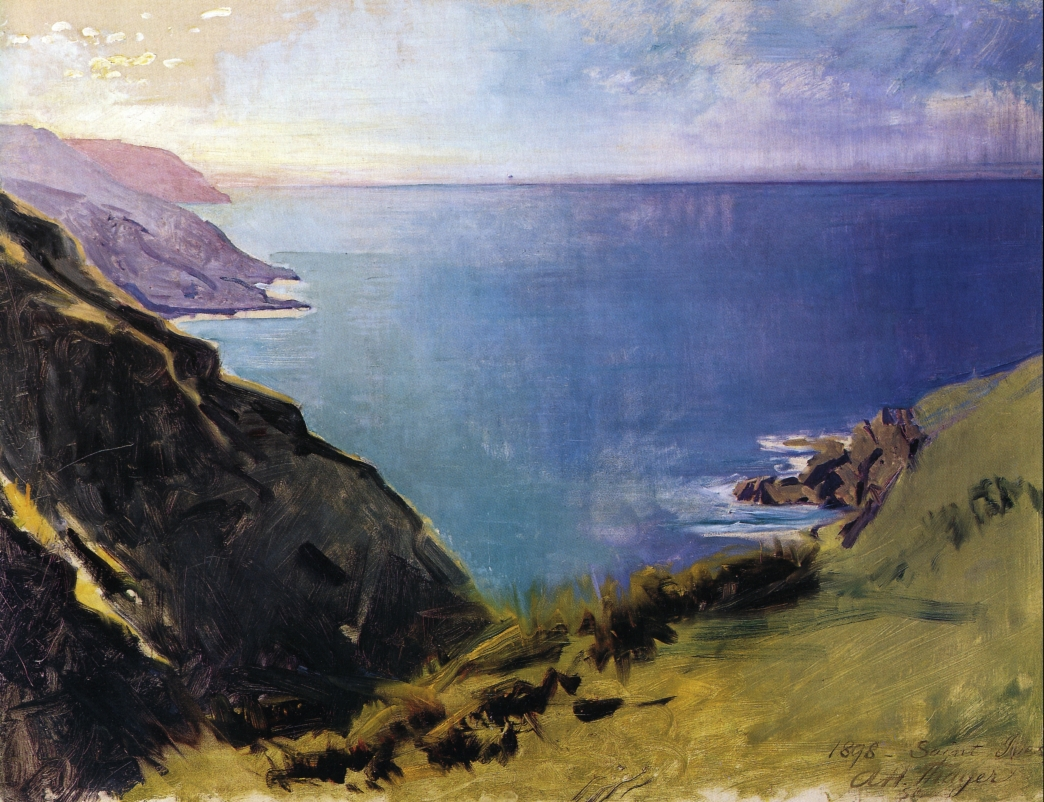
Il promontorio di Cornish

### Ritratti e figure femminili

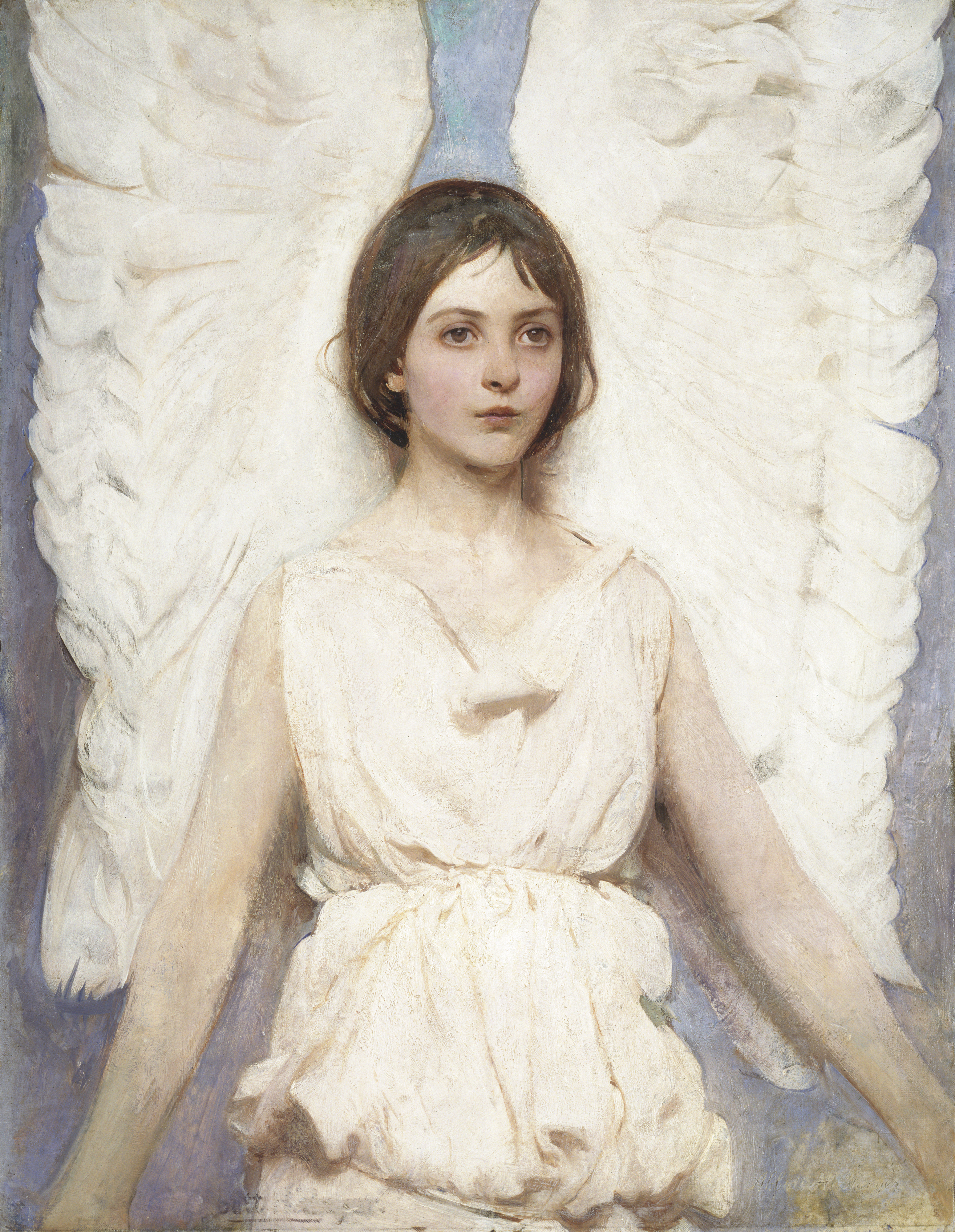
L'angelo
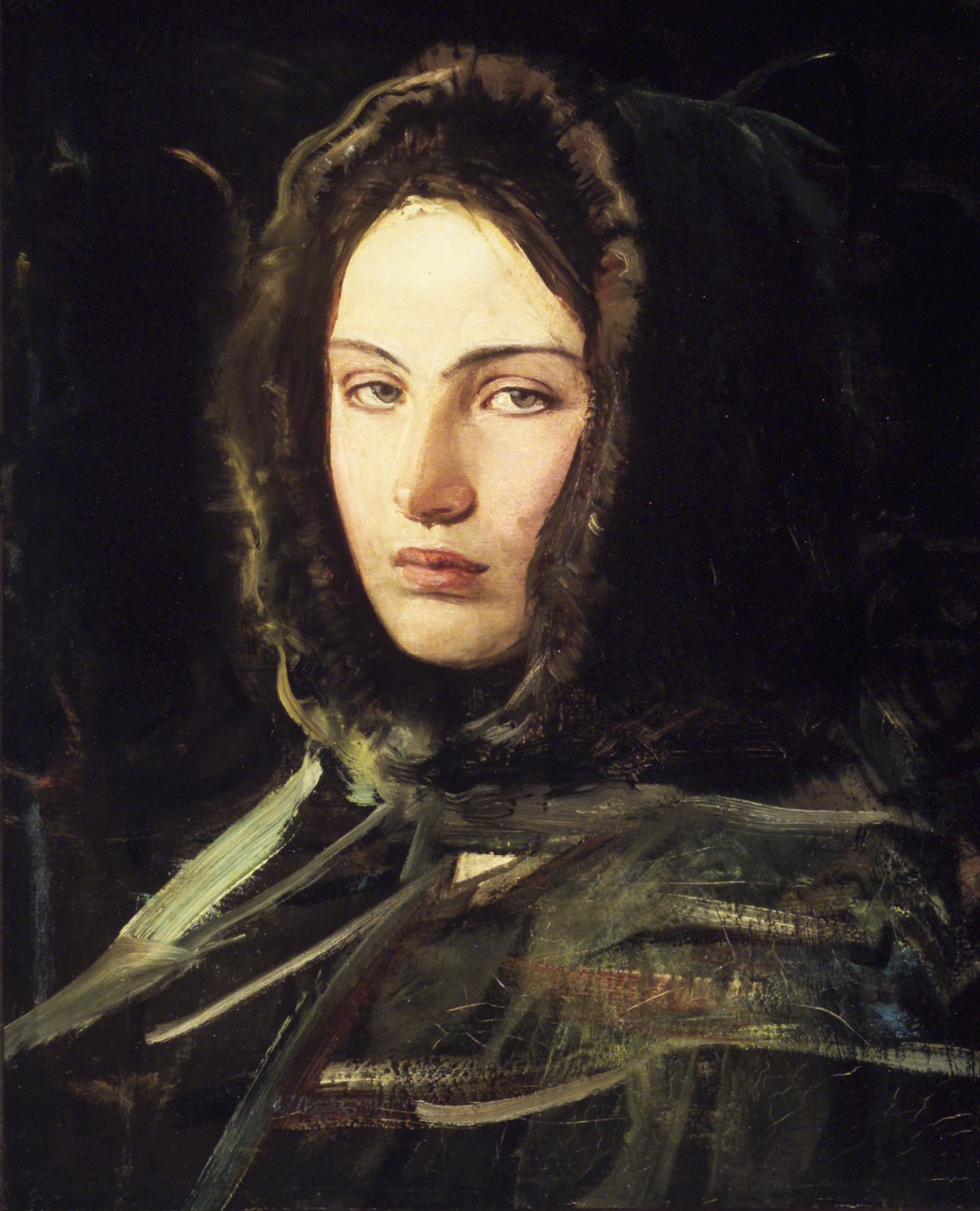
Ragazza con cappuccio di pelliccia
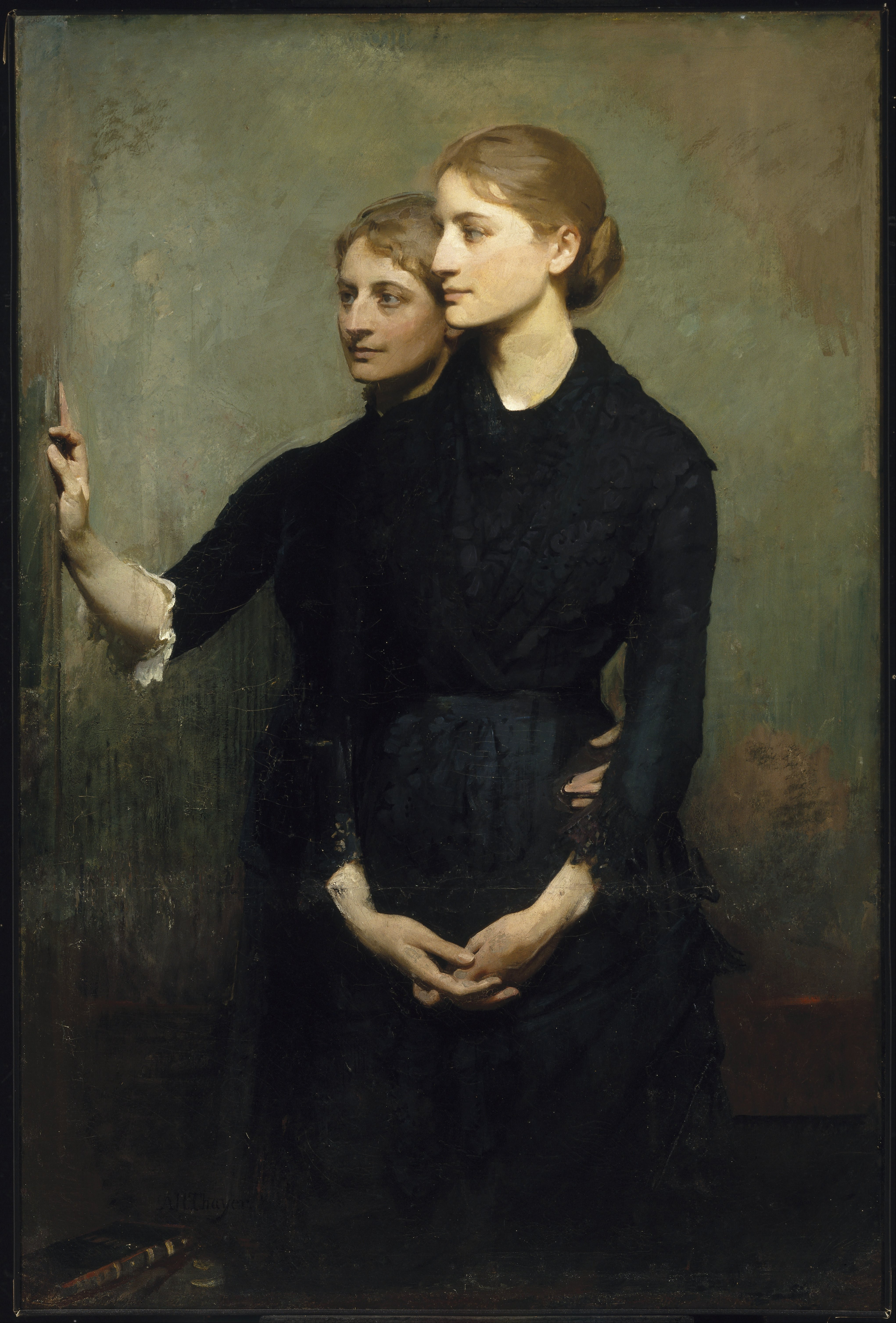
Le sorelle
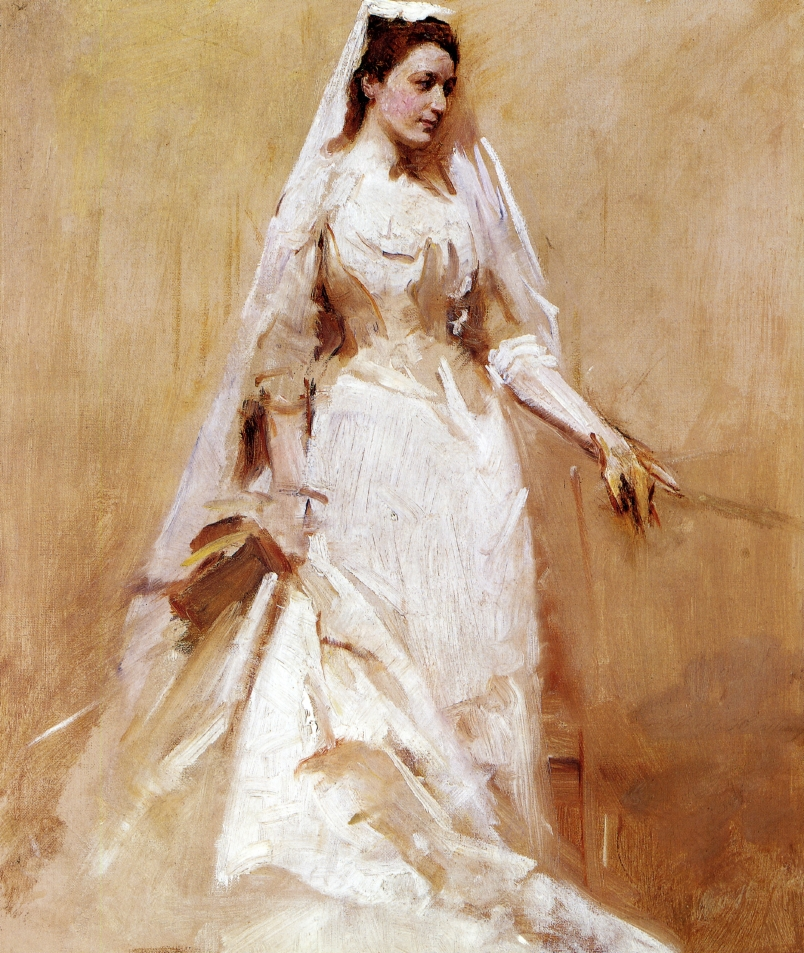
La sposa
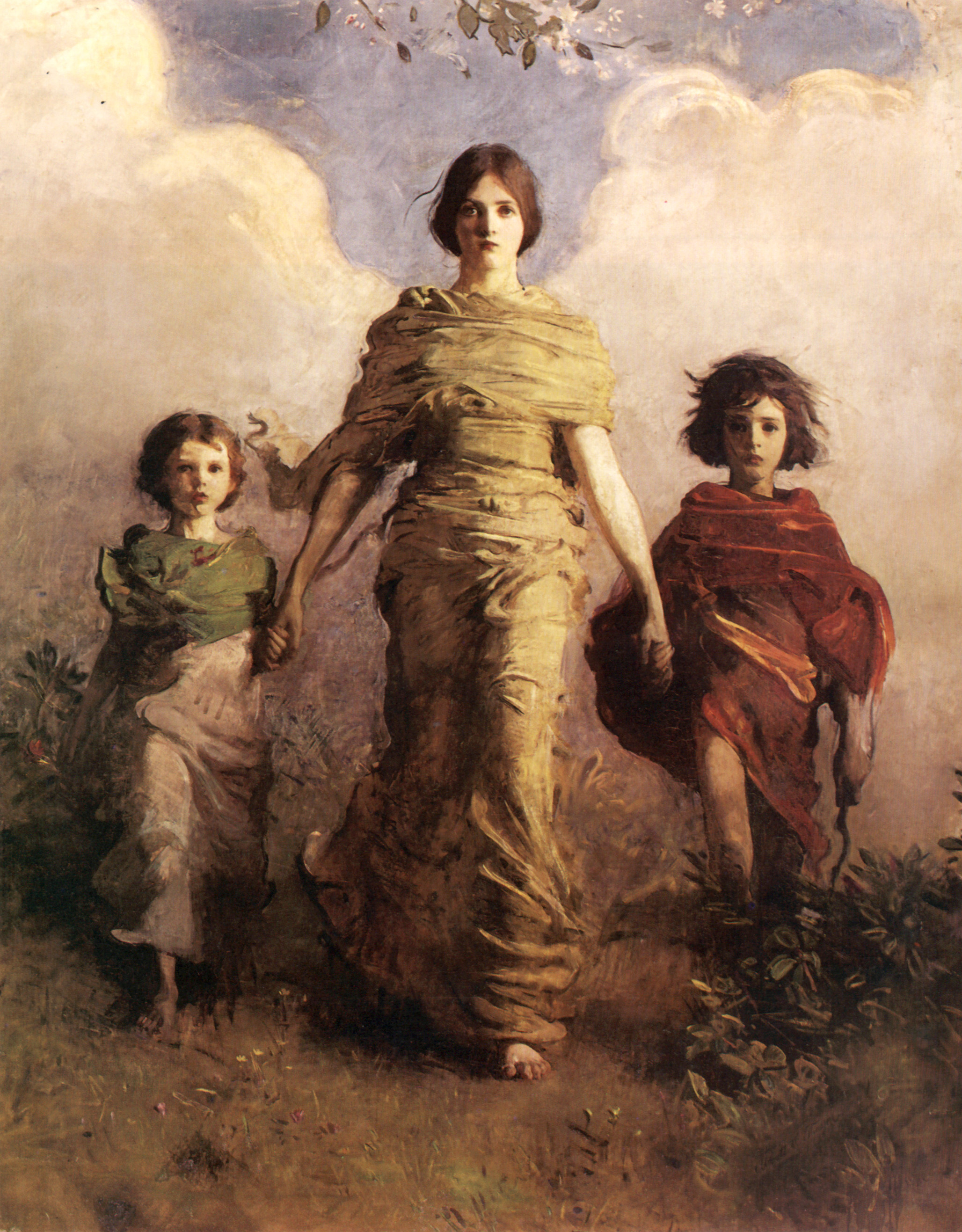
Una vergine
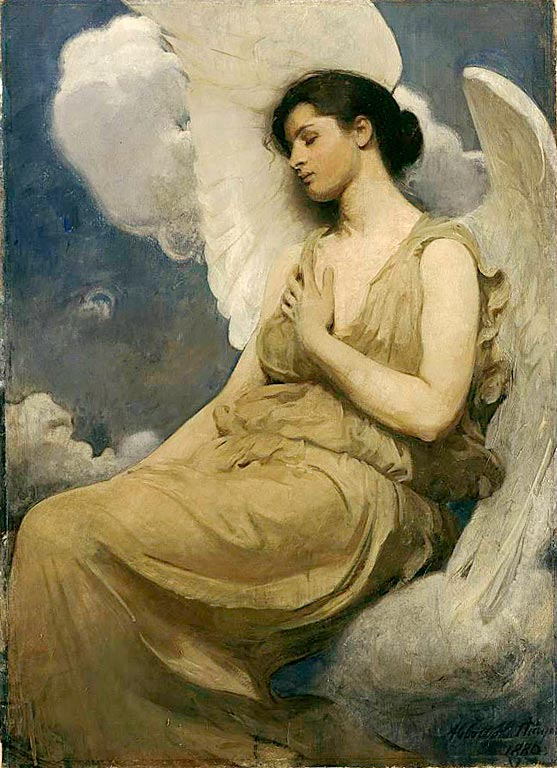
Figura alata